# Коктерек (Мендикаринський район)
Коктере́к (каз. Көктерек) — село у складі Мендикаринського району Костанайської області Казахстану. Входить до складу Ломоносовського сільського округу.
Населення — 187 осіб (2021; 402 у 2009, 359 у 1999, 326 у 1989).